# Coppa del Mondo di orientamento
La Coppa del Mondo di orientamento è il più importante circuito di gare di orientamento al mondo. Le singole gare possono anche essere valevoli per altri trofei, come i Campionati mondiali di orientamento. Le competizioni si svolgono in diversi paesi, gli stati che normalmente ospitano queste manifestazioni internazionali sono Norvegia, Svezia e Finlandia e più recentemente Francia, Repubblica Ceca e Svizzera.

## Albo d'oro

### Maschile
| Anno | Vincitore                                     | Secondo                                       | Terzo                                         |
| ---- | --------------------------------------------- | --------------------------------------------- | --------------------------------------------- |
| 1986 | Kent Olsson                                   | Øyvin Thon                                    | Mikael Wehlin                                 |
| 1988 | Øyvin Thon                                    | Jörgen Mårtensson                             | Håvard Tveite                                 |
| 1990 | Håvard Tveite                                 | Niklas Löwegren                               | Jörgen Mårtensson                             |
| 1992 | Joakim Ingelsson                              | Martin Johansson                              | Petter Thoresen                               |
| 1994 | Petter Thoresen                               | Janne Salmi                                   | Mika Kuisma                                   |
| 1996 | Johan Ivarsson                                | Jörgen Mårtensson                             | Timo Karppinen                                |
| 1998 | Chris Terkelsen                               | Johan Ivarsson                                | Bjørnar Valstad                               |
| 2000 | Jani Lakanen                                  | Tore Sandvik                                  | Allan Mogensen                                |
| 2002 | Bjørnar Valstad                               | Mikhail Mamleev                               | Mats Haldin                                   |
| 2004 | Holger Hott Johansen                          | Andrej Chramov                                | Øystein Kvaal Østerbø                         |
| 2005 | Andrej Chramov                                | Thierry Gueorgiou                             | Daniel Hubmann                                |
| 2006 | Thierry Gueorgiou                             | Daniel Hubmann                                | Valentin Novikov                              |
| 2007 | Thierry Gueorgiou                             | Anders Nordberg                               | Daniel Hubmann                                |
| 2008 | Daniel Hubmann                                | Thierry Gueorgiou                             | Matthias Merz                                 |
| 2009 | Daniel Hubmann                                | Thierry Gueorgiou                             | Peter Öberg                                   |
| 2010 | Daniel Hubmann                                | Matthias Müller                               | Thierry Gueorgiou                             |
| 2011 | Daniel Hubmann                                | Thierry Gueorgiou                             | Matthias Merz                                 |
| 2012 | Matthias Kyburz                               | Olav Lundanes                                 | Matthias Merz                                 |
| 2013 | Matthias Kyburz                               | Daniel Hubmann                                | Fabian Hertner                                |
| 2014 | Daniel Hubmann                                | Fabian Hertner                                | Matthias Kyburz                               |
| 2015 | Daniel Hubmann                                | Matthias Kyburz                               | Olav Lundanes                                 |
| 2016 | Matthias Kyburz                               | Daniel Hubmann                                | Olav Lundanes                                 |
| 2017 | Matthias Kyburz                               | Olav Lundanes                                 | Daniel Hubmann                                |
| 2018 | Matthias Kyburz                               | Daniel Hubmann                                | Olav Lundanes                                 |
| 2019 | Gustav Bergman                                | Joey Hadorn                                   | Daniel Hubmann                                |
| 2020 | Cancellata a causa della pandemia di COVID-19 | Cancellata a causa della pandemia di COVID-19 | Cancellata a causa della pandemia di COVID-19 |
| 2021 | Kasper Fosser                                 | Matthias Kyburz                               | Daniel Hubmann                                |
| 2022 | Kasper Fosser                                 | Martin Regborn                                | Gustav Bergman                                |

### Femminile
| Anno | Vincitrice                                    | Seconda                                       | Terza                                         |
| ---- | --------------------------------------------- | --------------------------------------------- | --------------------------------------------- |
| 1986 | Ellen Sofie Olsvik                            | Jorunn Teigen                                 | Karin Rabe                                    |
| 1988 | Ragnhild Bratberg                             | Britt Volden                                  | Jana Galíková                                 |
| 1990 | Ragnhild Bente Andersen                       | Ragnhild Bratberg                             | Katarina Borg                                 |
| 1992 | Marita Skogum                                 | Jana Cieslarová                               | Yvette Hague                                  |
| 1994 | Marlena Jansson                               | Yvette Hague                                  | Hanne Staff                                   |
| 1996 | Gunilla Svärd                                 | Marlena Jansson                               | Hanne Staff                                   |
| 1998 | Hanne Staff                                   | Johanna Asklöf                                | Katarina Borg                                 |
| 2000 | Hanne Staff                                   | Simone Luder                                  | Heather Monro                                 |
| 2002 | Simone Luder                                  | Vroni König-Salmi                             | Hanne Staff                                   |
| 2004 | Simone Niggli-Luder                           | Tat'jana Rjabkina                             | Karolina Arewång-Höjsgaard                    |
| 2005 | Simone Niggli-Luder                           | Vroni König-Salmi                             | Anne Margrethe Hausken                        |
| 2006 | Simone Niggli-Luder                           | Marianne Andersen                             | Minna Kauppi                                  |
| 2007 | Simone Niggli-Luder                           | Heli Jukkola                                  | Minna Kauppi                                  |
| 2008 | Anne Margrethe Hausken                        | Minna Kauppi                                  | Helena Jansson                                |
| 2009 | Simone Niggli-Luder                           | Marianne Andersen                             | Helena Jansson                                |
| 2010 | Simone Niggli-Luder                           | Helena Jansson                                | Maja Alm                                      |
| 2011 | Helena Jansson                                | Minna Kauppi                                  | Lena Eliasson                                 |
| 2012 | Simone Niggli-Luder                           | Minna Kauppi                                  | Tat'jana Rjabkina                             |
| 2013 | Simone Niggli-Luder                           | Tove Alexandersson                            | Annika Billstam                               |
| 2014 | Tove Alexandersson                            | Judith Wyder                                  | Maja Alm                                      |
| 2015 | Tove Alexandersson                            | Sara Lüscher                                  | Nadija Volyns'ka                              |
| 2016 | Tove Alexandersson                            | Judith Wyder                                  | Maja Alm                                      |
| 2017 | Tove Alexandersson                            | Natal'ja Gemperle                             | Sabine Hauswirth                              |
| 2018 | Tove Alexandersson                            | Karolin Ohlsson                               | Natal'ja Gemperle                             |
| 2019 | Tove Alexandersson                            | Simona Aebersold                              | Natal'ja Gemperle                             |
| 2020 | Cancellata a causa della pandemia di COVID-19 | Cancellata a causa della pandemia di COVID-19 | Cancellata a causa della pandemia di COVID-19 |
| 2021 | Tove Alexandersson                            | Simona Aebersold                              | Hanna Lundberg                                |
| 2022 | Tove Alexandersson                            | Simona Aebersold                              | Andrine Benjaminsen                           |

## Record

### Maggiori vittorie totali
La tabella mostra tutti i vincitori della Coppa del mondo generale che hanno raggiunto per almeno due volte il podio.
- In grassetto gli atleti in attività.

#### Uomini
| Pos. | Atleta            | Oro | Argento | Bronzo |
| ---- | ----------------- | --- | ------- | ------ |
| 1    | Daniel Hubmann    | 6   | 4       | 5      |
| 2    | Matthias Kyburz   | 5   | 2       | 1      |
| 3    | Thierry Gueorgiou | 2   | 4       | 1      |
| 4    | Kasper Fosser     | 2   | -       | -      |
| 5    | Øyvin Thon        | 1   | 1       | -      |
| 5    | Johan Ivarsson    | 1   | 1       | -      |
| 5    | Andrej Chramov    | 1   | 1       | -      |
| 8    | Håvard Tveite     | 1   | -       | 1      |
| 8    | Petter Thoresen   | 1   | -       | 1      |
| 8    | Bjørnar Valstad   | 1   | -       | 1      |
| 8    | Gustav Bergman    | 1   | -       | 1      |

#### Donne
| Pos. | Atleta                 | Oro | Argento | Bronzo |
| ---- | ---------------------- | --- | ------- | ------ |
| 1    | Simone Niggli-Luder    | 9   | 1       | -      |
| 2    | Tove Alexandersson     | 8   | 1       | -      |
| 3    | Hanne Staff            | 2   | -       | 3      |
| 4    | Helena Bergman         | 1   | 1       | 2      |
| 5    | Ragnhild Bratberg      | 1   | 1       | -      |
| 5    | Marlena Jansson        | 1   | 1       | -      |
| 7    | Anne Margrethe Hausken | 1   | -       | 1      |